# Maina (Chakassien)
Maina (russisch Майна) ist eine Siedlung städtischen Typs in der Republik Chakassien (Russland) mit 5062 Einwohnern (Stand 14. Oktober 2010).

## Geographie
Die Siedlung liegt im Durchbruchstal des Jenissei durch den Westsajan, etwa 80 Kilometer (Luftlinie) südlich der Republikhauptstadt Abakan am linken Ufer des Flusses, der hier die Grenze zur Region Krasnojarsk darstellt. Südlich der Siedlung ist der Jenissei zum kleinen Maina-Stausee aufgestaut, dem gut 20 Kilometer flussaufwärts der Sajano-Schuschensker Stausee vorausgeht. Südöstlich der Siedlung erheben sich die Berge im Borus-Kamm mit dem Berg Poilowa bis auf 2318 m Höhe.
Maina gehört zum Stadtkreis des gut 10 Kilometer flussabwärts, bei der Öffnung des engen Tals zum weiten Minussinsker Becken, gelegenen Sajanogorsk.

## Geschichte
1732 oder 1736 entstand in den Bergen westlich der heutigen Siedlung ein Kupfererzbergwerk und in diesem Zusammenhang eine erste Ansiedlung in diesem Teil des Jenisseitals. Benannt wurden Bergwerk (Mainski rudnik) und Ort nach den Maina-Stromschnellen, die der Fluss hier im Bereich seines Durchbruchs durch die Sajankämme ausgebildet hat. Bereits 1750 wurde das Bergwerk wegen Unrentabilität wieder geschlossen.
Mit der Wiederaufnahme des Bergbaus und der geplanten weiteren Industrialisierung des Gebietes entstand der Ort 1946 als Arbeitersiedlung neu und erhielt 1957 den Status einer Siedlung städtischen Typs.
Das neue Kupferbergwerk Maina mit unweit errichteter Anreicherungsfabrik war von 1950 bis 1963 in Betrieb, als die reichsten Erze bereits abgebaut waren. Mit der bereits in den 1930er Jahren erstmals geplanten und in den 1960er Jahren in Angriff genommenen Errichtung des Sajano-Schuschensker Wasserkraftwerkes und eines Aluminiumwerkes beim heutigen Sajanogorsk entstanden in der Nähe der Baustellen weitere Arbeitersiedlungen, die zunächst zu Maina gehörten. Dessen Einwohnerzahl wuchs daher auf über 10.000. 1974 wurde die beim Wasserkraftwerke gelegene Siedlung unter dem Namen Tscherjomuschki selbständig. 1975 erhielt die beim Aluminiumwerk aus dem Dorf Osnatschennoje entstandene Siedlung als Sajanogorsk das Stadtrecht, und Maina sowie Tscherjomuschki wurden dem mittlerweile bedeutend größeren Sajanogorsk administrativ unterstellt.

### Bevölkerungsentwicklung
| Jahr | Einwohner |
| ---- | --------- |
| 1959 | 4.569     |
| 1970 | 13.656    |
| 1979 | 8.547     |
| 1989 | 6.328     |
| 2002 | 5.365     |
| 2010 | 5.062     |
| 2015 | 4.966     |
| 2020 | 4.737     |

Anmerkung: Volkszählungsdaten

## Kultur und Sehenswürdigkeiten
Hauptsehenswürdigkeit ist die Natur des umgebenden Sajangebirges. Das Gebiet östlich des Jenissei ist Teil des Nationalparks Schuschenski bor.
Im Bereich der Staumauer des Maina-Stausees befinden sich am rechten Flussufer Überreste der alten chakassischen Wallburg Lubsanow wal. Am linken Ufer wurde bei Ausgrabungen im Rahmen des Staudammbaus eine jungpaläolithische Lagerstätte mit einer etwa 20.000 Jahre alten gebrannten Tonfigur entdeckt, der ältesten bisher in Russland gefundenen Keramik, die sich heute in der Sankt Petersburger Eremitage befindet.

## Wirtschaft und Infrastruktur
Wichtigstes Unternehmen ist das heute von RusHydro betriebene, zwischen 1979 und 1987 zur Regulierung des Abflusses des Sajano-Schuschensker Stausees und zur zusätzlichen Elektroenergieerzeugung errichtete kleinere Maina-Wasserkraftwerk.
Südlich des Ortes ist hoch über dem linken Jenisseiufer seit 1973 auf der bereits seit dem 18. Jahrhundert bekannten und Mitte des 19. Jahrhunderts erstmals genauer beschriebenen Marmorlagerstätte Kibik-Kordon (Kibik-Kordonskoje) ein Steinbruch in Betrieb. Seit einigen Jahren wird von MKK-Sajanmramor auch Untertagebau betrieben. Kibik-Kordon-Marmor wurde beispielsweise bei der Ausgestaltung der in den 1980er bis 2000er Jahren eröffneten Moskauer Metrostationen Krylatskoje, Domodedowskaja und Bulwar Dmitrija Donskogo verwendet.
Durch die Siedlung führt die Regionalstraße R411, die ausgehend von Abakan an der Fernstraße M54 Krasnojarsk–Kysyl–mongolische Grenze dem Jenissei über Sajanogorsk  bis Tscherjomuschki folgt.